# Hades 360
Hades 360 è una montagna russa in legno del parco divertimenti Mt. Olympus Water and Theme Park.
Costruita nel 2005 come una tradizionale montagna russa in legno, venne modificata nel 2013 aggiungendole un avvitamento, rendendola uno dei primissimi esempi di montagna russa in legno moderna con inversioni.